# Pettend, Baranya
Pettend este un sat în districtul Szigetvár, județul Baranya, Ungaria, având o populație de 155 de locuitori (2011). 

## Demografie
Componența etnică a satului Pettend
     Maghiari (58,67%)
     Romi (41,33%)
Componența confesională a satului Pettend
     Romano-catolici (45,81%)
     Fără religie (10,97%)
     Reformați (6,45%)
     Necunoscută (36,77%)
     Alte religii (9,03%)
Conform recensământului din 2011, satul Pettend avea 155 de locuitori. Din punct de vedere etnic, majoritatea locuitorilor (41,33%) erau romi. Nu există o religie majoritară, locuitorii fiind romano-catolici (45,81%), persoane fără religie (10,97%) și reformați (6,45%). Pentru 36,77% din locuitori nu este cunoscută apartenența confesională.